# Piotr Szarek
Piotr Szarek (ur. 5 maja 1908 w Złotnikach (woj. kieleckie), zm. 9 września 1939 w Bydgoszczy) – polski duchowny katolicki, misjonarz św. Wincentego a Paulo, Sługa Boży Kościoła katolickiego.
Do Zgromadzenia Misji wstąpił w 1926. Święcenia kapłańskie otrzymał w 1934. Po wybuchu II wojny światowej został aresztowany 9 września 1939 i  rozstrzelany w publicznej egzekucji na bydgoskim Starym Rynku.
Jest jednym z 122 Sług Bożych wobec których 17 września 2003 roku rozpoczął się, proces beatyfikacyjny drugiej grupy męczenników z okresu II wojny światowej.